# Карім Штромаєр
Карім Штромаєр (ісп. Karim Strohmeier; нар. 1 листопада 1969) — колишня перуанська тенісистка.
Здобула 2 одиночні титули.

## Фінали ITF

### Одиночний розряд: 2 (2–0)
| Результат | Ранг | Дата            | Турнір                  | Покриття | Суперниця       | Рахунок  |
| --------- | ---- | --------------- | ----------------------- | -------- | --------------- | -------- |
| Перемога  | 1.   | 28 вересня 1987 | Сантьяго, Чилі          | Ґрунт    | Мішель Штребель | 6–4, 6–1 |
| Перемога  | 2.   | 24 липня 1988   | Леон (Мексика), Мексика | Тверде   | Лусіла Бесерра  | 6–4, 6–2 |

### Парний розряд: 3 (1–2)
| Результат | Ранг | Дата           | Турнір                  | Покриття | Партнерка      | Суперниці                          | Рахунок       |
| --------- | ---- | -------------- | ----------------------- | -------- | -------------- | ---------------------------------- | ------------- |
| Поразка   | 1.   | 24 липня 1988  | Леон (Мексика), Мексика | Тверде   | Jamie Pisarcik | Карен Букголц Лоне Ванборґ         | 3–6, 6–3, 6–7 |
| Поразка   | 2.   | 31 липня 1988  | Мехіко, Мексика         | Тверде   | Jamie Pisarcik | Лусіла Бесерра Шочітль Ескобедо    | 4–6, 6–2, 4–6 |
| Перемога  | 1.   | 14 жовтня 1990 | Ліма, Перу              | Ґрунт    | Лаура Аррая    | Ілумінада Консепсьйон Ріта Пічардо | 6–4, 7–6      |